# Choerry
Choerry è l'ottavo singolo del girl group sudcoreano Loona, pubblicato nel 2017. Il brano presenta la cantante Choerry come parte del progetto di pre-debutto.

## Tracce
1. Love Cherry Motion (Choerry solo) – 3:42 (testo: Hwanghyun (MonoTree) & 신아녜스 (Shin Annes) – musica: Ollipop, Hayley Aitken, Kanata Okajima)
2. Puzzle (JinSoul & Choerry duet) – 3:44 (testo: Park Ji-yeon & G-High – musica: Daniel 'Obi' Klein, Charli Taft, Andreas Oberg)

## Classifiche
| Classifica (2017) | Posizione massima |
| ----------------- | ----------------- |
| Corea del Sud     | 13                |